# Post hoc ergo propter hoc
Post hoc ergo propter hoc (lat. danach, also deswegen) bezeichnet einen Fehlschluss, bei dem das (korrelierte) Auftreten zweier Ereignisse ohne genauere Prüfung als Verursachung oder Begründung aufgefasst wird. Da eine Korrelation nicht zwingend Kausalzusammenhang ist, besteht die Gefahr einer Scheinkorrelation. Diese Figur wird auch kurz als post hoc bezeichnet. Bei der Betrachtung mehrerer gleichartiger Fälle wird die Glaubwürdigkeit oft durch einen Bestätigungsfehler verstärkt.

## Abgrenzung und Beschreibung
Ein verwandter Fehlschluss, der als allgemeinere Variante verstanden werden kann, ist cum hoc ergo propter hoc. Im Unterschied  zu „cum hoc“ betont „post hoc“, dass die vermeintliche Wirkung später als die vermeintliche Ursache eintritt. Anders als bei „cum hoc“ ist damit bei „post hoc“ ausgeschlossen, dass beide Ereignisse ihre Rollen in der Deutung als Ursache und Wirkung tauschen, weil sie nacheinander auftreten. Die zeitliche Abfolge ist zwar notwendig für den Schluss auf die Verursachung, aber nicht hinreichend (vgl. notwendige und hinreichende Bedingung). Ob man die beiden Schlüsse nebeneinander als Spezialfälle betrachtet oder post hoc als Sonderfall von cum hoc hängt davon ab, ob man cum zeitlich oder unzeitlich interpretiert. In jedem Fall handelt es sich um einen Fehler vom Typ non causa pro causa, wenn kein Kausalzusammenhang existiert.

## Schema
Die formale Gestalt des post hoc ergo propter hoc ist wie folgt:
|          | {\displaystyle A} ist geschehen                        |
|          | {\displaystyle B} ist nach {\displaystyle A} geschehen |
| post hoc | {\displaystyle A} hat {\displaystyle B} verursacht     |

Oft wird dabei noch über Typen von Ereignissen generalisiert. Handelt es sich bei {\displaystyle B} um ein unerwünschtes Ereignis, so führe post hoc zum (ebenso falschen) Umkehrschluss: Die Vermeidung von {\displaystyle A} wird {\displaystyle B} verhindern. Dabei wird die logische Regel ex falso quodlibet verletzt.

## Beispiele
- „Nachdem ich mit dem linken Fuß aufgestanden bin, fällt mir die Kaffeetasse herunter. Also ist das ‚falsche‘ Aufstehen der Grund dafür, dass mir die Kaffeetasse herunterfällt.“

Die Figur funktioniert nach dem Prinzip, Schritt 1: ein Ereignis tritt vor einem anderen auf und Schritt 2: das erste ist der Grund für das zweite. Diesen Gedanken als logisch zwingende Schlussfolgerung aufzufassen, ist falsch, da das zeitlich frühere Ereignis zwar Ursache des späteren Ereignisses sein könnte, allein die zeitliche Abfolge aber nicht ausreicht, um eine Kausalverbindung zu begründen. Im Beispiel könnte die Ursache für das Fallenlassen auch darin liegen, dass die Person wegen irgendetwas erschrocken ist.
- Ein Mieter zieht in ein Gebäude, kurz darauf zeigt die Brennwertanlage eine Fehlfunktion. Die Hausverwaltung hält den Mieter für verantwortlich. Tatsächlich hat der Mieter an der Anlage keine Änderungen vorgenommen, die Ereignisse folgten nur zeitlich aufeinander.[1]